# Craigievar Castle
Craigievar Castle är ett slott i Storbritannien. Det ligger i kommunen Aberdeenshire i Skottland, 600 km norr om huvudstaden London. 
Craigievar Castle ligger 218 meter över havet. Runt Craigievar Castle är det glesbefolkat, med 13 invånare per kvadratkilometer. Närmaste större samhälle är Kemnay, 18 km öster om Craigievar Castle. Trakten runt Craigievar Castle består i huvudsak av gräsmarker.